# 梵村
梵村是中国浙江省杭州市西湖区西湖街道所辖的一个村，地处西湖风景区西部。该行政村包含2个自然村。梵村总面积3.21平方公里，总人口841人。该村是西湖龙井茶主要产地之一，为西湖龙井茶基地一级保护区。风景点有三聚亭等。梵村村委位于梅灵路。